# زلم (نوردراین-وستفالن)
شهر زلم (به آلمانی: Selm) در ایالت نوردراین-وستفالن در کشور آلمان واقع شده‌است.